# Dissodactylus nitidus
Dissodactylus nitidus is een krabbensoort uit de familie van de Pinnotheridae. De wetenschappelijke naam van de soort is voor het eerst geldig gepubliceerd in 1870 door Smith.